# Justo de Lyon
Justo de Lyon (Vivarés, siglo IV - Wadi an-Natrun, 390) fue un obispo francés y ermitaño, venerado como santo por las Iglesias católica y copta ortodoxa. Su fiesta litúrgica se celebra el 2 de septiembre, junto con su compañero Viator de Lyon.

## Hagiografía
Justo nació en Vivarés. Fue consagrado como obispo de Lyon en el 350, siendo diácono en Vienne. Estuvo al frente de ésta sede desde dicho año hasta el 381. Como obispo participó en dos concilios, el de Valence, en el 374, y el de Aquilea, en el 381. En ellos, Justo se mostró fuertemente en contra del arrianismo, y entre otras medidas se destituyeron partidarios de dicha doctrina, considerada como herejía, que ocupaban cargos importantes en la Iglesia.
Se le acredita una amistad con varios personajes prominentes del cristianismo, como Ambrosio de Milán, de quien se dice le pedía constante consejo y con Viator de Lyon, su secretario personal, persona importantísima dentro de su vida.
Ocurrió un asesinato en Lyon, y el responsable, viéndose atrapado, se refugió en la sede de Justo. Éste manifestó que deseaba colaborar con la justicia entregando al delincuente a las autoridades, con la única condición de que se le conservara la vida. Sin embargo, los feligreses le dieron muerte dentro de la catedral, lo que obligó a Justo, en una maniobra de honor, a renunciar a su sede, en el 381, a su regreso de Aquilea, lo que nos permite concluir que el asesinato ocurrió en algún momento de este año.
Una noche, Justo, su asistente, Viator, y una comitiva de servidores huyeron de Lyon, rumbo a Marsella. De allí emprendieron un largo viaje hasta establecerse definitivamente en Alejandría
Vivió como ermitaño en los desiertos romanos, en un monasterio en la región de Tebaida, hasta que un antiguo feligrés suyo que estaba de visita en la región le reconoció. De inmediato, de regreso a Lyon, informó de su hallazgo a los demás miembros de la comunidad, que solicitaron a su sucesor en la sede, Antíoco de Lyon, que viajó hasta la región, para establecerse allí, ante la imposibilidad de convencerle.
Justo murió, de causas naturales en el 390, en Wadi an-Natrun, acompañado por Antíoco, y Viator, que moriría meses después.

## Culto

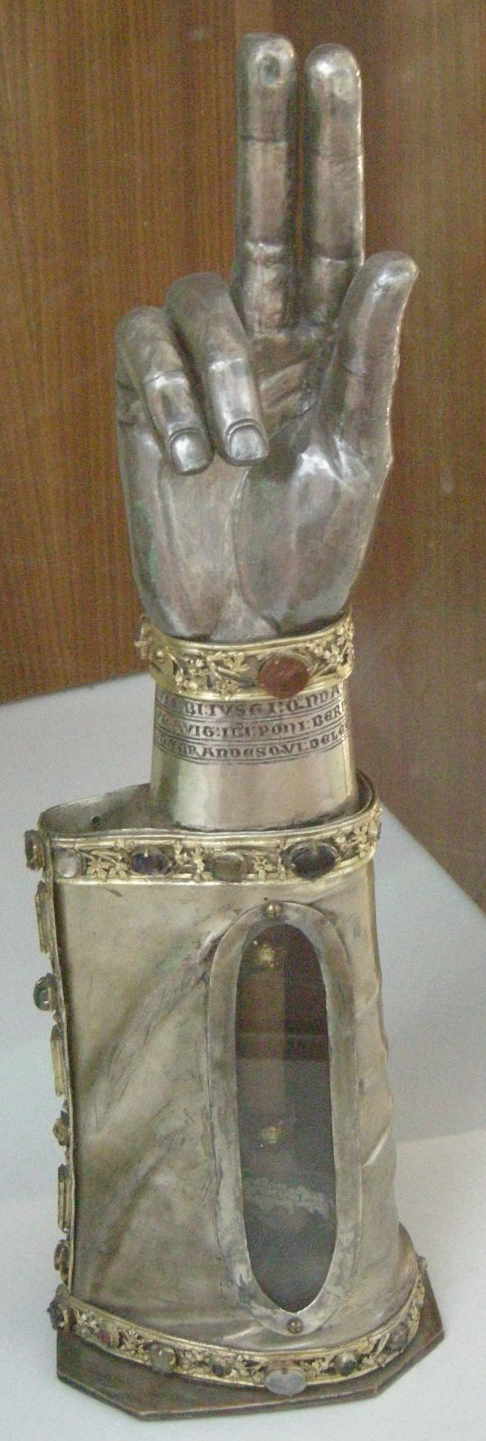
Relicario del brazo de San Justo, siglo XIII

A su fallecimiento, el fervor popular hacia su persona llevó a que se trasladaran sus restos de regreso a Lyon, donde reposan hasta el día de hoy, en la Catedral que por mucho tiempo fue su sede episcopal.
Se le venera como santo desde tiempos inmemoriales, y se le conmemora el 2 de septiembre, junto con su asistente Viator, tanto en la Iglesia Católica, de tradición romana, como la Copta Egipcia, de tradición bizantina, ya que allí, en tierras egipcias, pasó sus últimos 9 años de vida.